# Ulrich Noack (Rechtswissenschaftler)
Ulrich Noack (* 27. Oktober 1956 in Unterriexingen) ist ein deutscher Jurist und Professor an der Heinrich-Heine-Universität Düsseldorf.
Noack nahm 1976 ein Studium der Rechtswissenschaft an der Universität Tübingen auf, das er 1982 mit der ersten juristischen Staatsprüfung abschloss. Nach der zweiten juristischen Staatsprüfung wurde er 1985 wissenschaftlicher Assistent von Wolfgang Zöllner am Institut für Arbeits- und Sozialrecht der Universität Tübingen, wo er 1988 mit einer Untersuchung zu fehlerhaften Beschlüssen in Gesellschaften und Vereinen zum Dr. iur. promoviert wurde. 1993 habilitierte er sich mit einer Arbeit zu "Gesellschaftervereinbarungen bei Kapitalgesellschaften".
Nach einer Lehrstuhlvertretung an der Friedrich-Schiller-Universität Jena nahm Noack 1994 einen Ruf an die Heinrich-Heine-Universität Düsseldorf an, wo er seitdem den Lehrstuhl für Bürgerliches Recht, Handel- und Wirtschaftsrecht innehat. Er ist zudem geschäftsführender Direktor des Instituts für Unternehmensrechts sowie Direktor des Instituts für Insolvenz- und Sanierungsrecht, des Zentrums für gewerblichen Rechtsschutz und des Zentrums für Informationsrecht. Rufe an die Universitäten Mainz (1993), Jena (1994) und Köln (2003) lehnte er ab. Seit 2022 ist er emeritiert. Noack gehört ferner dem wissenschaftlichen Beirat des Deutschen Aktieninstituts an.
Zu Noacks Schülern zählt Michael Beurskens.

## Veröffentlichungen (Auswahl)
- Fehlerhafte Beschlüsse in Gesellschaften und Vereinen. Heymann, Köln/Berlin/Bonn/München 1989. ISBN 3-452-21346-3
- Gesellschaftervereinbarungen bei Kapitalgesellschaften. Mohr, Tübingen 1994. ISBN 3-16-146323-4